# Emanuele Marliani
Emanuele Marliani noto anche col nome spagnolo di Manuel o con quello francese di Emmanuel (Cadice, 13 luglio 1795 – Firenze, 5 gennaio 1873) è stato un diplomatico, politico e patriota spagnolo naturalizzato italiano.

## Biografia

### I primi anni e i moti rivoluzionari
Il Marliani nacque a Cadice il 13 luglio 1795, figlio di Giuseppe Marliani (commerciante di origini veronesi) e di sua moglie, Françoise de Paule Cassens y Dufrenc, una donna spagnola di origine belga. Suo padre era fratello del senatore e giudice milanese Rocco Marliani, mentre suo nonno era stato esattore delle tasse e socio nelle imprese proto-industriali dei conti Greppi nella seconda metà del Settecento, motivo che portò ad una sua notevole fortuna.
Dopo la morte del padre, la madre di Manuel si risposò nel 1798 con un francese, Louis Derville, e si stabilì con lui a vivere a Marsiglia. Poco si sa della sua infanzia e della sua adolescenza, ma di certo dal 1811 al 1821 visse a Milano nella casa dello zio Rocco, il quale nel 1814 riuscì a farlo assumere a 19 anni nelle poste di Milano, rimanendovi sino al 1821. Nel contempo divenne segretario del diplomatico spagnolo Eusebio Bardají Azara, ambasciatore spagnolo a Torino (e futuro ministro degli esteri spagnolo dal 1822 al 1836). Nel 1821, la nuova costituzione spagnola impose anche al Marliani di dimettersi dal suo incarico pena la perdita della cittadinanza di nascita, cosa che per l'appunto Manuel fece.
Con lo scoppio dei moti rivoluzionari, nel 1820-1821 Manuel prese parte agli scontri tra rivoluzionari e governo austriaco, motivo per il quale venne processato nel 1822 in contumacia per alto tradimento. Malgrado ciò, l'inchiesta che ne scaturì non trovò prove di una sua partecipazione attiva agli scontri, quanto piuttosto l'accusa si spostò sull'aver svolto un ruolo di collegamento tra i rivoluzionari piemontesi e quelli lombardi. Scelta la via dell'esilio, dal 1822 al 1823 si portò in Spagna, passando poi a Gibilterra, a Londra ed infine in Francia nel 1835 quando decise di prendere residenza stabile a Marsiglia dove decise di aprire un'attività industriale sfruttando l'acquisto di diversi mulini a vapore presenti in zona.
Il 14 ottobre 1830 sposò a Parigi la nobildonna Charlotte de Folleville, già vedova del barone Alexandre Laporte e figlia del deputato monarchico Louis de Folleville e di sua moglie, Charlotte Aupoix de Mervilly. Si dedicò nel contempo alla scrittura e al suo interesse per la storia e per la politica. Nel 1833, a Parigi, diede alle stampe La Spagna e le sue rivoluzioni, opera nella quale espresse la sua visione circa le rivoluzioni nell'Europa del primo Ottocento.

### La carriera diplomatica
Manuel Marliani tornò in Spagna nel 1835 dove il governo lo nominò console generale a Parigi dall'8 settembre 1836. Il motivo di tale nomina, eseguita improvvisamente e senza che il Marliani avesse un background di formazione diplomatica, deve in realtà la propria natura al successo di una missione segreta affidatagli in precedenza dal governo spagnolo da svolgersi in Francia.
Nel 1837, venne inviato in missione speciale a Londra col compito di negoziare una serie di affari di natura delicata a livello finanziario per la corona spagnola. Come ricompensa per questo successo, nel 1837 ottenne la croce di cavaliere dell'ordine di Carlo III, la massima onorificenza spagnola.
Ad ogni modo, il 25 settembre 1838, il governo francese (probabilmente su istigazione di Antal Rudolf Apponyi, ambasciatore austriaco a Parigi e legato al principe di Metternich) decise di non rinnovare al Marliani l'accreditamento e di conseguenza egli venne costretto ad abbandonare l'incarico diplomatico affidatogli.
Il Marliani scelse comunque di rimanere a Parigi dove tenne uno splendido salotto paragonabile a quello dello zio, dove ospitò regolarmente i principali artisti, letterati e musicisti della sua epoca, tra cui anche più volte il cugino Marco Aurelio Marliani, celebre compositore. Sua moglie Charlotte era molto amica dello scrittore George Sand e del pittore Eugene Delacroix, nonché del musicista Frederic Chopin che proprio la moglie del Marliani assisterà nel portargli le cure adeguate durante la sua malattia a Parigi che lo porterà poi alla morte.
Nuovamente legato alla corona spagnola, il Marliani svolgerà ancora attività diplomatica dopo il 1838. Nel 1839 venne inviato a Berlino prima ed a Vienna poi per perorare la causa della legittimità della successione di Isabella II al trono spagnolo, ma purtroppo la missione si tramuterà in un fallimento per opposizione dello stesso Metternich che si rifiuterà addirittura di ricevere il Marliani avendo saputo del suo coinvolgimento nei moti rivoluzionari del 1821. Nel marzo del 1839, venne inviato a Londra per negoziare un trattato commerciale tra Spagna e Regno Unito che venne poi sottoscritto nel 1840.
Continuò parallelamente il suo interesse per la storia e nel 1840, in Spagna, diede alle stampe Historia politica de la España moderna, opera ampliata e riveduta della già pubblicata La Spagna e le sue rivoluzioni. Tale opera ebbe un'importanza fondamentale nel mondo delle rivoluzioni nella storia che venne utilizzato come fonte per i loro scritti anche da Karl Marx e da Friedrich Engels per i loro articoli sul New York Daily Tribune nel 1854.
Nel novembre del 1840, poi, il governo spagnolo del generale d'Espartero lo nominò nuovamente console a Parigi, ma venne costretto nuovamente a dimettersi il 4 ottobre 1841 a seguito di un nuovo rifiuto di accreditamento da parte del governo francese.

### La carriera politica
Marliani decise quindi di intraprendere la carriera politica, candidandosi alle elezioni senatoriali spagnole nel 1841 e venendo eletto nel collegio elettorale delle Isole Baleari per gli anni 1841, 1842 e 1843. Con la fine della reggenza del generale Baldomero Espartero, ad ogni modo, dovette partire nuovamente dal suolo spagnolo e si stabilì a Londra dove risiedette sino al 1843 per poi fare ritorno in patria nel 1849.
Nel 1850 ebbe un contenzioso col futuro presidente francese Adolphe Thiers: quest'ultimo, nella sua opera Storia del Consolato e dell'Impero, aveva a detta del Mariani espresso delle affermazioni calunniose verso il periodo napoleonico e per tutta risposta egli diede alle stampe a Madrid uno studio storico personale sulla battaglia di Trafalgar dal titolo El combate de Trafalgar: Vindicacion de La Armada Espanola, una delle sue opere più famose e che contribuì a farlo conoscere come scrittore di settore anche al di fuori dei confini spagnoli. La sua opera ispirerà anche romanzieri del calibro di Benito Pérez Galdós e Modesto Lafuente.
Nel 1851, il Marliani prese la decisione di trasferirsi a Bologna per motivi di salute. Nel gennaio del 1855 venne nominato direttore del collegio spagnolo di San Clemente, carica che ricoprì sino all'ottobre del 1857. Come suo cugino Marco Antonio, morto in città qualche anno prima combattendo contro gli austriaci, da un lato si integrò perfettamente nella vita politica italiana nel periodo di maggior fermento all'indomani della prima e nel periodo immediatamente precedente la seconda guerra d'indipendenza italiana, militando ancora una volta a favore dei rivoluzionari. Per questo motivo, il 28 agosto 1859 venne eletto deputato all'Assemblea Costituente dell'Emilia-Romagna, nella quale appoggiò la proposta di annessione del territorio al regno di Sardegna. Venne quindi eletto per ben due volte alla carica di deputato al parlamento italiano nel collegio di Budrio (VII e VIII legislatura). Il 30 novembre 1862, venne infine nominato senatore del Regno d'Italia da re Vittorio Emanuele II.
Avendo mantenuto buoni rapporti col governo britannico, venne sfruttato dal neonato stato italiano per perorare la causa del riconoscimento dell'unità italiana, venendo inviato per ben due volte a Londra nel 1860 in missioni ancora una volta segrete. Una terza volta giunse nella capitale inglese nel 1862 col fine di negoziare un trattato commerciale tra Regno Unito e Italia.
Sposò nel contempo in seconde nozze Giulia Mathieu (di origine romano-savoiarda), di quarantadue anni più giovane di lui.
Nel campo della politica italiana, il Marliani si batté fortemente per l'abolizione della pena di morte, appoggiando in pieno le tesi che già furono del Beccaria secondo le quali "errare è umano; una pena irreparabile rappresenta un giudizio infallibile, e l'uomo non lo è".
Nel settembre del 1868, con lo scoppio della rivoluzione in Spagna che portò alla caduta di Isabella II, appoggiò il nuovo governo che si costituì a partire dal 1869 e che promosse la sovranità nazionale (ovviamente nelle mani delle Cortes), il suffragio universale, la libertà di stampa, di riunione e di associazione, la libertà di professione religiosa e di istruzione (pur mantenendo la religione cattolica come religione di stato) e sostenne fortemente la candidatura di Amedeo di Savoia-Aosta al ruolo di nuovo sovrano, dalle mani del quale il Marliani ricevette successivamente la gran croce dell'Ordine di Isabella la Cattolica.
Manuel Marliani morì a Firenze il 5 gennaio 1873.